# Itamar Ben-Gvir

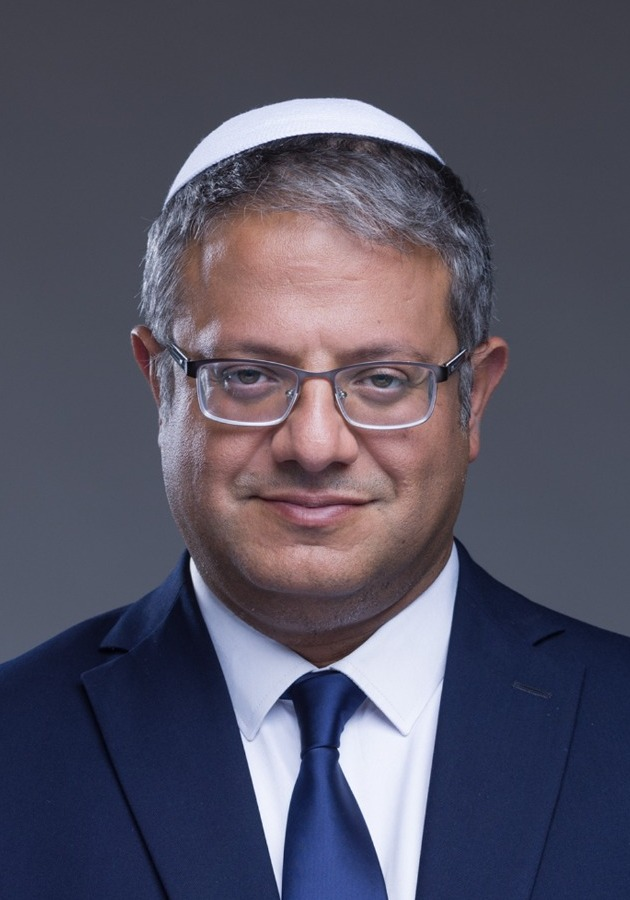
Itamar Ben-Gvir (2022)

Itamar Ben-Gvir (hebräisch אִיתָמָר בֶּן גְּבִיר; geboren am 6. Mai 1976 in Mewasseret Zion) ist ein rechtsextremer, religiös-fundamentalistischer israelischer Politiker und Rechtsanwalt. Er ist Vorsitzender der Partei Otzma Yehudit, die als ideologische Nachfolgerin von Kach und Kahane Chai gilt. 2007 wurde er von einem israelischen Gericht wegen rassistischer Aufhetzung und Unterstützung einer terroristischen Vereinigung verurteilt. Er ist Knesset-Abgeordneter und lebt in einer israelischen Siedlung bei Hebron im besetzten Westjordanland. Von Dezember 2022 bis zu seinem Rücktritt im Januar 2025 war er Minister für die Nationale Sicherheit Israels. Am 19. März 2025 kehrte er in sein Ministeramt ins Kabinett Netanjahu VI zurück.

## Frühes Leben und Ausbildung
Ben-Gvirs Vater war ein jüdischer Flüchtling aus dem Irak, seine Mutter eine kurdisch-jüdische Geflüchtete, die in der Irgun aktiv war. Seine Familie war nicht religiös, doch Ben-Gvir wandte sich bereits als Teenager religiösen und rechtsradikalen politischen Ansichten zu. Er wurde zunächst Mitglied einer rechtsradikalen Jugendorganisation, die zu Moledet, einer Partei, die für ethnische Säuberungen eintrat, gehörte. Danach wurde er Mitglied der Jugendorganisation der noch radikaleren Kach-Partei und stieg zum Führer ihrer Jugendorganisation auf. Kach wurde schließlich von der israelischen Regierung als Terrororganisation eingestuft und verboten. In den 1990er Jahren fiel Ben-Gvir mit Ausfälligkeiten gegen den sozialdemokratischen Ministerpräsidenten Jitzchak Rabin auf.

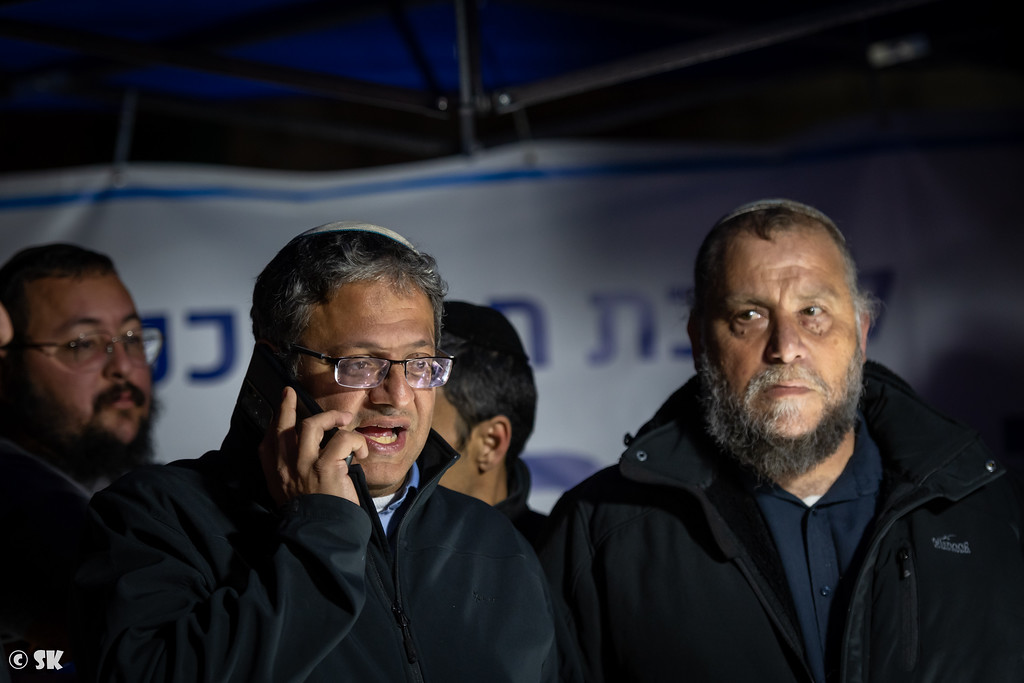
Itamar Ben-Gvir in Scheich Dscharrah, einem ursprünglich arabischen Wohnviertel im von Israel annektierten Ostjerusalem (2022)

In Hebron wurde er gefilmt, als er auf der Straße auf palästinensische Zivilisten einschlug. Ebenfalls in diese Zeit fallen von ihm organisierte Demonstrationen gegen die LGBT-Minderheit in Israel. Dabei machte er die diskriminierende Aussage, die Teilnehmer der Jerusalem Pride seien „Tiere“. Aufgrund seiner Bekanntheit als extremistischer jugendlicher Provokateur wurde Ben-Gvir vom Armeedienst von vornherein ausgeschlossen.
In einem Video aus dem Jahr 1994 ist Ben-Gvir im Gespräch mit einem sichtlich verblüfften Journalisten zu sehen, dem Ben-Gvir unverhohlen seine Glorifizierung des Terroristen Baruch Goldstein offenbarte und kahanistische Überzeugungen äußerte. Er erklärte, der Gazastreifen und das Westjordanland seien göttlich verheißenes Land und alle Palästinenser sollten gewaltsam vertrieben werden. Die Räumung illegaler Siedlungen in den besetzten Gebieten durch den israelischen Staat sei notfalls mit Gewalt zu verhindern. Die Palästinensische Befreiungsorganisation (PLO) veröffentlichte eine Erklärung zu diesem Video. Ein weiteres Video aus dem Jahr 1995 zeigte Ben-Gvir als Baruch Goldstein verkleidet. Es wurde von der Partei Meretz publik gemacht, nachdem Ben-Gvir erklärt hatte, künftig eine extremistische Regierung anführen zu wollen.
Ben-Gvir studierte Rechtswissenschaften am privaten Ono Academic College. Aufgrund seiner zahlreichen Vorstrafen wurde er von der israelischen Anwaltskammer zunächst nicht zur Anwaltsprüfung zugelassen. Erst nachdem er in drei weiteren laufenden Prozessen freigesprochen wurde, konnte er die Prüfung ablegen und erhielt die Zulassung als Anwalt.
Als Anwalt vertrat Ben-Gvir rechtsextreme Aktivisten, die des Terrorismus und Hassverbrechen angeklagt waren, darunter Bentzi Gopstein, einen Zögling Meir Kahanes, der gemeinsam mit zwei Jugendlichen angeklagt war, im Juli 2015 einen Brandanschlag in Duma im Westjordanland verübt zu haben, bei dem ein 18 Monate alter Säugling bei lebendigem Leib verbrannte und seine Eltern einige Monate später an ihren Brandverletzungen starben. Die Zeitung Haaretz bezeichnete Ben-Gvir als Anlaufstelle für jüdische Extremisten, die mit dem Gesetz in Konflikt geraten; die Liste seiner Klienten lese sich wie ein „Who Is Who“ des jüdischen Terrorismus in Israel. Ben-Gvir vertritt auch Lehava, eine rechtsextreme Organisation, die gegen „Mischehen“ (zwischen Juden und Nichtjuden) auftritt.
Sein rechtsextremer Aktivismus brachte Ben-Gvir Dutzende Anklagen ein; 2015 behauptete er in einem Interview, er sei bereits 53 Mal verklagt worden. Ben-Gvir betont, dass auch seine Tätigkeit als Anwalt für rechtsextreme Aktivisten vom Wunsch motiviert sei, ihnen zu helfen, und nicht vom Wunsch, damit Geld zu verdienen.
Im Juni 2007 wurde Ben-Gvir wegen Anstiftung zum Rassismus und Unterstützung einer terroristischen Vereinigung verurteilt, nachdem er auf einer Demonstration Schilder mit den kahanistischen Parolen „Vertreibt den arabischen Feind“ und „Rabbiner Kahane hatte Recht: Die arabischen Knesset-Abgeordneten sind eine fünfte Kolonne“ gezeigt hatte.

## Politische Laufbahn
Ben-Gvir arbeitete als Sekretär des rechts-religiösen Knesset-Abgeordneten Michael Ben-Ari. 2013 gründeten Ben-Ari, Ben-Gvir und Baruch Marzel – alle drei Anhänger von Meir Kahane – eine eigene Partei.
Im Jahr 2015, unmittelbar nachdem israelische Siedler die palästinensische Familie Dawabshe in einem Dorf im Westjordanland bei einem Brandanschlag ermordet hatten, nahm Ben-Gvir gemeinsam mit Bentzi Gopstein, gegen den die USA und die EU später Sanktionen verhängten, an einer Hochzeitsfeier eines radikalen Siedlers teil. Auf Videos von der Hochzeit war zu sehen, wie die Gäste auf ein Bild von Ali Dawabshe einstachen, einem Kleinkind, das bei dem Anschlag getötet worden war, Gewehre und Molotowcocktails schwenkten und sangen. Netanjahu bezeichnete die Bilder zwar als „schockierend“, übertrug Ben-Gvir jedoch später wichtige Regierungsämter.
Ben-Gvir wollte an erster Stelle einer gemeinsamen Liste von Noam und Otzma Jehudit zu den Knesset-Wahlen im September 2019 antreten, letztlich konnten sich Otzma Jehudit und Noam jedoch nicht auf eine gemeinsame Kandidatenliste einigen. Bei den Knesset-Wahlen im März 2021 trat Ben-Gvir an dritter Stelle (nach Bezalel Smotrich und Michal Waldiger) einer gemeinsamen Liste von Nationaler Union, Otzma Jehudit und Noam an. Das Bündnis errang sechs Mandate, und Ben-Gvir erhielt einen Sitz in der Knesset.
Im Februar 2021 sagte Benjamin Netanjahu, Ben-Gvir werde zwar Teil seiner Koalition sein, er sei allerdings „nicht geeignet“ für einen Posten in seiner Regierung; Ben-Gvir werde keinen einflussreichen Posten erhalten, weder als Minister noch als Vorsitzender eines Knesset-Ausschusses.
Bei den Knesset-Wahlen im November 2022 erzielte das religiös-zionistische Bündnis, dem sich Ben-Gvirs Partei angeschlossen hatte, mit 14 Mandaten seinen bislang größten Erfolg und wurde drittstärkste Partei in der Knesset. Damit wurde der rechts-religiöse Block ein integraler Bestandteil der nächsten Koalitionsregierung von Benjamin Netanjahu (Kabinett Netanjahu VI).

### Minister für Nationale Sicherheit
Im November 2022 wurde bekannt, dass Ben-Gvir zum Minister für Nationale Sicherheit ernannt werden solle, mit einem gegenüber dem bisherigen Amt des Ministers für Öffentliche Sicherheit deutlich erweiterten Aufgabenbereich, unter anderem der Verantwortung über die Grenzpolizei im Westjordanland. Der scheidende Verteidigungsminister Benny Gantz beschuldigte daraufhin Netanjahu, er schaffe damit eine Privatarmee für Ben-Gvir im Westjordanland, und sein Vorgehen sei „ein Eingeständnis, dass der wahre Ministerpräsident Ben-Gvir sein wird“.
Ben-Gvir fällt des Öfteren mit provokativen Aktionen auf. So besuchte er im Mai 2023 bereits zum dritten Mal den Tempelberg, der unter muslimischer Verwaltung steht, während Israel nur für die Sicherheit zuständig ist. Der Tempelberg ist sowohl für Muslime als auch Juden heilig. Juden dürfen die Anlage zwar betreten, dort jedoch nicht beten. Ben-Gvir möchte jüdischen Menschen mehr Zugang zu dem Gelände ermöglichen und sagte, dass sie „der Hausherr in Jerusalem und im ganzen Land Israel [sind]“. Dies führte zu Spannungen mit Palästinensern und Jordanien, sorgte aber auch für Kritik von amerikanischer und deutscher Seite. Im Jahr 2024 folgte ein weiteres Betreten des Tempelbergs, wofür die Palästinensische Autonomiebehörde und die jordanische Regierung Ben-Gvir erneut kritisierten. Anfang August besuchte Ben-Gvir in Reaktion auf die Veröffentlichung von Videos über ausgehungerte Geiseln im Gaza durch die Hamas demonstrativ den Tempelberg und forderte, dass die Regierung, "noch heute den ganzen Gazastreifen besetzen, Souveränität im ganzen Gazastreifen erklären" müsse und gleichzeitig die palästinensische Bevölkerung zur "freiwilliger Auswanderung ermutigen" soll.
Von seinem Amtsantritt bis Ende Mai 2024 war Ben-Gvir mit seinem Fahrzeugtross in zahlreiche Verkehrsunfälle verwickelt. Im April 2023 gab es einen Zusammenstoß in Jerusalem. Im August 2024 kollidierte das Auto von Ben-Gvir mit einem anderen Fahrzeug, als sein Fahrer Moshe Eichenstein eine Kreuzung bei Rot überfuhr; bei dem Unfall gab es mehrere Verletzte. Ben-Gvir selbst wurde 79 Mal für Verkehrsübertretungen verurteilt. Ben-Gvirs Leibwächter beschwerten sich bei ihren Vorgesetzten, dass Ben-Gvir seinen Fahrern auch nach den Unfällen weiterhin befiehlt, die Verkehrsregeln zu missachten.
Am 28. Januar 2024 nahm Ben-Gvir (sowie vierzehn weitere Minister und elf Knesset-Abgeordnete der Regierungskoalition) an einer Konferenz mit tausenden Teilnehmern für die ethnische Säuberung und jüdisch-israelische Wiederbesiedlung des Gazastreifens teil. Als einer der Hauptreferenten sagte er: „Ohne Siedlungen gibt es keinen Frieden ... Wenn wir keinen weiteren 7. Oktober wollen, müssen wir nach Hause zurückkehren und [Gaza] kontrollieren. Wir müssen einen legalen Weg für die freiwillige Auswanderung [der Palästinenser] finden und Todesurteile gegen Terroristen verhängen“. Die prominente Rolle von Regierungsmitgliedern bei dieser Konferenz verstößt mutmaßlich gegen das Urteil des Internationalen Gerichtshofs einige Tage zuvor, wonach Israel „alle in seiner Macht stehenden Maßnahmen“ ergreifen muss, um einen Völkermord an der palästinensischen Bevölkerung im Gazastreifen zu vermeiden, darunter „Völkermord-Rhetorik verhindern und bestrafen“.
Im April 2024 berichteten israelische Medien, dass Ben-Gvir gesagt habe: „Warum gibt es so viele Gefangennahmen (im Gazastreifen)? Kann man nicht einige davon töten? Wollen Sie mir erklären, dass die sich alle ergeben? Was sollen wir mit so vielen Gefangenen machen?“
Im Dezember 2024 wies Ben-Gvir die Polizei an, Lautsprecher in Moscheen, die zum Gebetsruf verwendet werden, in Jerusalem und anderen Orten zu konfiszieren.
Im Januar 2025 drohte Ben-Gvir anlässlich eines sich abzeichnenden Waffenstillstands und Geisel-Abkommens, dass er im Fall eines Geisel-Abkommens mit der islamistischen Hamas aus der Regierung ausscheiden werde. Seine Bemerkung, er habe bereits 2024 wiederholt ein Geiselabkommen mit der Hamas vereitelt, wurde von Angehörigen der Geiseln und der Opposition scharf kritisiert. Am 19. Januar 2025 trat er von seinem Ministeramt zurück. Seit 19. März 2025 amtiert er wieder als Minister; seine Partei trat erneut in die Regierung ein.
Im Juni 2025 verhängten Großbritannien, Australien, Kanada, Neuseeland und Norwegen Sanktionen gegen Ben Gvir sowie seinen Ministerkollegen Bezalel Smotrich. Die Sanktionen gegen die beiden Minister sahen ein Einreiseverbot sowie das Einfrieren von Vermögenswerten vor. Begründet wurde dieser Schritt damit, dass die beiden zu „zu extremistischer Gewalt und schwerwiegenden Verstößen gegen die palästinensischen Menschenrechte“ aufgerufen hätten. Im Juli 2025 verhängten auch Slowenien und die Niederlande Einreiseverbote.

## Politische Positionen
Ben-Gvir und seine Partei Otzma Jehudit gelten als ideologische Nachfolger von Kach und Kahane Chai. Er sagt, dass Otzma Jehudit „keine Fortsetzung“ von Kach sei, doch Meir Kahane sei „ein Heiliger, der für das Volk Israel gekämpft hat und getötet wurde, als er den Namen Gottes heiligte“.
In den 1990er Jahren war Ben-Gvir aktiv an den israelischen Protesten gegen die Oslo-Abkommen beteiligt. Einer seiner ersten aufsehenerregenden Auftritte in der Öffentlichkeit fand 1995 statt, einige Wochen vor der Ermordung des Ministerpräsidenten Jitzchak Rabin: Er trat im Fernsehen mit einem Cadillac-Emblem auf, das er von Rabins Auto gestohlen hatte, und erklärte: „Wir haben sein Auto gekriegt, und wir werden auch ihn drankriegen.“
Im Februar 2019 sagte Ben-Gvir, dass er nicht dafür sei, alle „Araber“ (gemeint sind israelische Staatsbürger arabischer Abstammung) auszuweisen bzw. zu vertreiben, sondern „nur diejenigen, die Israel gegenüber nicht loyal sind“.
Bis in das Jahr 2020 präsentierte Ben-Gvir in seinem Wohnzimmer ein Foto von Baruch Goldstein, einem radikalen amerikanisch-israelischen Siedler, der 1994 in Hebron 29 Palästinenser beim Morgengebet ermordet hatte.
Im Mai 2021 unterstützte Ben-Gvir die jüdischen Siedler im Stadtviertel Scheich Dscharrah im von Israel besetzten und annektierten Ostjerusalem. Er bedrohte palästinensische Einwohner mit einer Pistole, forderte die Polizei auf, auf palästinensische Demonstranten zu schießen, und schrie: „Wir sind hier die Herren im Haus, denkt daran, ich bin euer Hausherr!“ Er bediente sich der Mehrdeutigkeit dieser Formulierung. Ivrit Mi baal habayit? („Wer ist hier der Hausherr?“), Worte, die zugleich der Slogan seiner Wahlkampagne waren, können auch als „Wem gehört der Tempel[berg]?“ übersetzt werden.
Nachdem die Koalition HaTzionut HaDatit, zu der Ben-Gvirs Partei gehört, bei der Parlamentswahl 2022 die viertstärkste Fraktion in der Knesset und Teil der Regierungskoalition von Netanjahu wurde, hieß es in einem Kommentar in Jedi’ot Acharonot, Netanjahus Likud sei nun „eine Geisel in den Händen einer Gruppierung antidemokratischer, rassistischer und homophober Menschen, die Terrorismus unterstützen“.
Der israelisch-deutsche Pädagoge, Publizist und Direktor der Bildungsstätte Anne Frank Meron Mendel berichtet in seinem Portrait Ben-Gvirs für die FAZ vom 2. November 2022 mit dem Titel "Sie nennen ihn König von Israel" und in seinem Buch mit dem Titel "Über Israel reden" von 2023 über seine Erfahrungen als Soldat, in der direkten Konfrontation, mit dem damaligen Aktivisten Ben-Gvir, der ihn und seine Kameraden als Nazis beschimpfte und ihn persönlich anspuckte. Auch in einem am 18. November 2022 in der Süddeutschen Zeitung veröffentlichten Artikel thematisierte Mendel die Ausrichtung Ben-Gvirs sowie zuletzt im Spiegel vom 26. Oktober 2024.

## Privatleben
Ben-Gvir ist mit Ajala Nimrodi verheiratet, einer entfernten Verwandten von Ofer Nimrodi, dem ehemaligen Eigentümer der Tageszeitung Ma‘ariw, hat sechs Kinder und lebt in der israelischen Siedlung Kirjat Arba bei Hebron im besetzten Westjordanland.